# Simone Marzola
Simone Marzola (Firenze, 28 aprile 1984) è un attore e doppiatore italiano.

## Biografia
Nato a Firenze, inizia a studiare recitazione a otto anni presso L'Accademia Teatrale Di Firenze seguito dai maestri Saverio Contarini e Ivan Periccioli. Studia doppiaggio presso Ancam Vox Video e studia per formarsi come performer di Musical presso la MTA - Musical Theatre Academy di Roma, affianca l'artista inglese Summer Strallen per uno stage su Cats. Dopo svariati spettacoli diretti dallo stesso Contarini inizia la sua carriera teatrale professionale come attore nelle commedie musicali e operette dirette da Beppe Ghiglioni: La dodicesima notte, tratta dall'opera di William Shakespeare e Il paese dei campanelli.
Negli anni affronta generi teatrali che spaziano dalla commedia al dramma con L'importanza di chiamarsi Ernest, spettacolo prodotto in collaborazione con il Teatro Della Pergola dove interpreta un Algernon Moncrieff eccentrico a metà fra un lord inglese e Frank-N-Furter, La signorina Papillon di Stefano Benni, Trappola per topi di Agatha Christie, The Laramie Project con cui recita al fianco di Vladimir Luxuria, The Houseboy in un lungo tour che parte da Milano al Teatro Libero e arriva fino a Miami (recitando in lingua inglese accanto ad un cast interamente statunitense) al teatro Empire Stage, The Drowsy Chaperon musical per la prima volta portato in Italia con adattamento e traduzione curati da Marco D. Bellucci, The Rocky Horror Show, Hair dove interpreta Claude Bukowsky al fianco di Emiliano Geppetti, Loredana Fadda, Gianluca Sticotti, Who is Biancaneve una rilettura attuale e comica della celebre fiaba diretta da Maurizio Lombardi.
Nell'aprile 2016 debutta da protagonista nel musical originale La sposa cadavere che sarà ripreso nel dicembre successivo con protagonista femminile Diana Del Bufalo. Nel dicembre 2016 è coprotagonista della commedia Chi ha incastrato Mary Poppins di e con Marco Predieri che aveva già affiancato nello spettacolo La storia di Cyrano, interpretando la parte di Cristiano. Nel 2018 è in tour nel musical La spada nella roccia nel ruolo di Mago Merlino e nell'aprile dello stesso anno sarà protagonista della commedia "Analisi illogica", scritta e diretta da Marco Predieri accanto a Giorgia Trasselli. Nel 2019 veste il ruolo del Cappellaio Matto nel musical Alice nel paese delle meraviglie, da Alice nel paese delle meraviglie di Lewis Carroll, per la regia di Andrea Cecchi 
All'attività di attore affianca dal 2003 l'attività di doppiatore prendendo parte come protagonista o coprotagonista a serie televisive, film e cartoni animati di successo come: Sabrina, vita da strega, That '70s Show, Flor - Speciale come te, M.I. High, Dora l'esploratrice, I Fimbles, Frank e molti altri negli studi di Milano e di Roma.
Dal 2018 doppia il protagonista della soap opera spagnola, in onda ogni giorno su canale 5, Il segreto, nel ruolo di Prudencio Ortega.

## Doppiaggio

### Film
- Caleb Emery in Summer of 84
- Jamie Bell in Il Combattente - Donnybrook
- Domhnall Gleeson in Frank
- Alexis Michalik in Kaboul Kitchen
- Julien Lucas in Tony's revenge
- Robert Capron in Il re della polka

### Serie televisive
- Noah Matthews in True Blood
- Peter Wentz in Amici di letto
- Munro Chambers in Cracked
- Richard Speight Jr. in The Agency

- Wilmer Valderrama in That '70s Show
- Jack Cutmore-Scott in Frasier
- Eldar Kallmulin in To The Lake

### Telenovela
- Diego Mesaglio in Flor - Speciale come te

### Film d'animazione
- Ryuji in My Oni Girl
- So Inuoka in Haikyu!! Battaglia all'ultimo rifiuto
- Quattrocchi In I Puffi - La leggenda di Puffy Hollow

### Serie animate
- Will Shane in SlugTerra - Lumache esplosive
- Macro in Rollbots
- Ciuffetto in Giust'in tempo
- Dark Vegan in Johnny Test
- Jefferson Smith in Max Steel
- Click-Clack in Dinotrux
- Glass-Skull in Dr. Dimensionpants
- Whiskers in Littlest Pet Shop
- Steven Quackberg in Breadwinners - Anatre fuori di testa
- Dezzy Il Drago ne Il formidabile mondo di Bo
- Chum Chum in Fanboy & Chum Chum
- Six in Monsuno
- KVN in Final Space
- Thug in Edens Zero
- Takeru Noto "Juggernaut" in Fire Force
- Sō Inuoka in Haikyu!!
- Marcus in Cyberpunk: Edgerunners
- Papà in Kit e Kate
- Guccio in Le bizzarre avventure di JoJo: Stone Ocean
- Nahoya Kawata in Tokyo Revengers
- Yuri Briar in Spy × Family
- Footman in That Time I Got Reincarnated as a Slime
- Meguru Bachira in Blue Lock
- Sykes Von Snowwhite in Bastard!! - L'oscuro dio distruttore
- Mogu in Mofy
- Minus in C'erano una volta... gli oggetti

### Videogiochi
- Ryan Erzahler in The Quarry (2022)[3]
- Phillip Graves in Call of Duty: Modern Warfare II (2022),[4] Call of Duty: Modern Warfare III (2023)[5]
- Otto Dibble e Poppy Sweeting in Hogwarts Legacy (2023)[6]
- Tamakazura in Wild Hearts (2023)[7]
- Voci aggiuntive in Monster Hunter Wilds (2025)